# International Germania Film
Die International Germania Film GmbH war eine zunächst in Bonn, dann in Köln ansässige deutsche Filmproduktionsgesellschaft, die zwischen 1960 und 1968 existierte und in diesem Zeitraum 17 Kinofilme produzierte, darunter hauptsächlich Kriminal- und Abenteuerfilme. Aber auch Western und Kostümfilme sowie Eurospy-Produktionen gehen auf das Konto der Firma. Produzent der Firma war der aus Spanien stammende Dr. Alfons Carcasona, der alle Filme in spanischer (und meist zusätzlich in italienischer) Koproduktion herstellte und im Vorspann unter „Gesamtleitung“ oder „Herstellungsleitung“ erschien. Produktionsleiter war in der Regel Franz Thierry. Fast alle Filme erschienen im Constantin Filmverleih oder waren Auftragsproduktionen des Verleihs. Gedreht wurde meist in Spanien (London, Palma de Mallorca), auch wenn die Filme meist woanders spielten, wie beispielsweise in London. Die Abenteuerfilme wurden aber auch in Brasilien und Portugal gedreht.
Die größten Erfolge hatte die IGF mit Filmen, die auf der Wallace-Welle mitschwammen, so die beiden Filme nach Louis Weinert-Wilton, Der Teppich des Grauens (1962) und Das Geheimnis der schwarzen Witwe (1963). Außerdem erfolgreich der Krimi Nur tote Zeugen schweigen (1963). Nach einigen erfolgreichen Produktionen, die auch ins Western- und Eurospygenre ausscherten, stellten sich nur mehr wenige Erfolge ein, so dass das Film-Echo im Oktober 1968 berichtete: „In dem Anschlusskonkursverfahren über das Vermögen der International Germania hat das Amtsgericht eine Gläubigerversammlung anberaumt. Sie findet am 6. November 1968 im Amtsgericht Köln statt.“

## Produktionen in chronologischer Reihenfolge
1. 1960: Ein Thron für Christine (Un trono para Cristy), BRD/Spanien, Regie: Luis Cesar Amadori, mit Christine Kaufmann, Dieter Borsche, Verleih: UFA.
2. 1961: Schwarze Rose Rosemarie (Festival), BRD/Spanien, Regie: Cesar Ardavin, mit Paul Hubschmid, Judith Dornys, Verleih: Constantin.
3. 1961: Unter der Flagge der Freibeuter (Los corsarios del Caribe), BRD / Spanien / Italien, Regie: Eugenio Martin, mit Hans von Borsody, Verleih: Constantin.
4. 1962: Der Teppich des Grauens (Terror en la noche), BRD / Spanien / Italien, Regie: Harald Reinl, mit Joachim Fuchsberger, Karin Dor, Verleih: Constantin.
5. 1962: Nur tote Zeugen schweigen (Ipnosi), BRD / Spanien / Italien, Regie: Eugenio Martin, mit Heinz Drache, Götz George, Verleih: Constantin.
6. 1963: Das Geheimnis der schwarzen Witwe (La araña negra), BRD/Spanien, Regie: Franz Josef Gottlieb, mit O. W. Fischer, Karin Dor, Verleih: Constantin.
7. 1964: Zwischenlandung Düsseldorf (Tre per una rapina), BRD/Spanien, Regie: Gianni Bongioanni, mit Christian Doermer, Margot Trooger, Verleih: Materna, erst 2004 Aufführung im TV.
8. 1964: Die goldene Göttin vom Rio Beni (Duelo en el Amazonas), BRD / Spanien / Frankreich, Regie: Eugenio Martin, mit Pierre Brice, René Deltgen, Verleih: Constantin.
9. 1965: Sie nannten ihn Gringo (La ley del forastero), BRD/Spanien, Regie: Roy Rowland, mit Götz George, Helmut Schmid, Verleih: Constantin.
10. 1965: Der letzte Mohikaner (El ultimo mohicano), BRD / Spanien / Italien, Regie: Harald Reinl, mit Joachim Fuchsberger, Karin Dor, Verleih: Constantin.
11. 1965: Die hundert Ritter (Los cien caballeros), BRD/Spanien, Regie: Vittorio Cottafavi, mit Mark Damon, Wolfgang Preiss, ohne Verleih, erst 1994 Aufführung im TV.
12. 1965: Die Gejagten der Sierra Nevada (Los pistoleros de Arizona), BRD / Spanien / Italien, Regie: Alfonso Balcázar, mit Robert Woods, Helmut Schmid, Verleih: Constantin.
13. 1966: Oklahoma John, BRD / Spanien / Italien, Regie: J. J. Balcazar, Roberto B. Montero, mit Richard Hornsbeck, Karl Otto Alberty, Verleih: Hermes.
14. 1966: 6 Pistolen jagen Professor Z. (Comando de asasinos), Regie: Julio Coll, mit Leticia Roman, Peter van Eyck, Verleih: Constantin.
15. 1967: Operation Taifun (Con la muerte en la espalda), Regie: Alfonso Balcazar, mit George Martin, Vivi Bach, Verleih: Alpha.
16. 1967: Tal der Hoffnung (Clint el solitario), Regie: Alfonso Balcazar, mit George Martin, Marianne Koch, ohne Verleih, erst 1990 Aufführung im TV.
17. 1967: Feuer frei auf Frankie (Misión en Ginebra), Regie: José Antonio de la Loma, mit Joachim Fuchsberger, Eddi Arent, Verleih: Constantin.

## Geplante, nicht realisierte Produktionen
Nicht realisiert wurden der Abenteuerfilm Die Blumenhölle am Jacinto (1964, vorgesehene Besetzung: Brad Harris, Marianne Koch, Sieghardt Rupp, Helmut Schmid, Klaus Kinski) und der Agentenfilm Wer ist der vierte Mann? (1965, vorgesehene Besetzung: Joachim Fuchsberger, Sylva Koscina, Harald Leipnitz, Klaus Kinski)